# Kostel svatého Chrysogona (Zadar)
Kostel svatého Chrysogona v Zadaru (chorvatsky crkva svetog Krševana) je římskokatolický kostel postavený v románském slohu ve 12. století. Nachází se na náměstíčku papeže Alexandra III. (Poljana pape Alexandra III.) v chorvatském Zadaru. Na náměstíčku před vstupem do kostela se nachází socha chorvatského renesančního básníka Petra Zoraniće.

## Historie

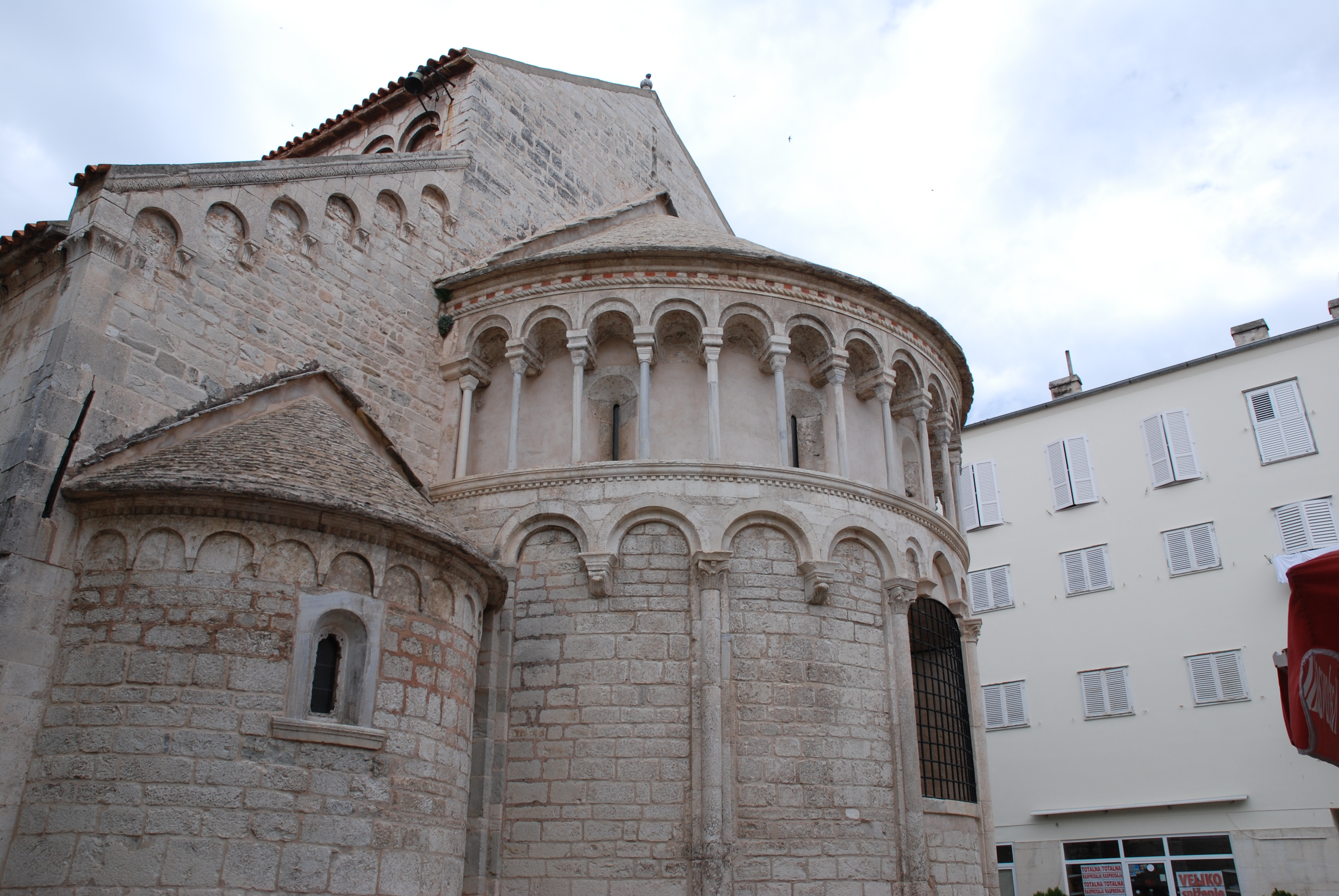
Románský závěr kostela

Románský kostel byl vysvěcen roku 1175 prvním zadarským arcibiskupem Lampridiem. 
Byl postaven v místech římského tržiště, kde nahradil starší kostel sv. Antonína Poustevníka. Původně klášterní kostel je jedinou dochovanou stavbou kdysi poměrně velkého středověkého opatství benediktinů. 
V roce 1387 byly v kostele tajně uloženy ostatky zavražděné chorvatské královny Alžběty Bosenské, vdovy po chorvatsko-uherském králi Ludvíkovi I. Královniny ostatky zde spočívaly tři roky a poté byly přeneseny do baziliky Nanebevzetí Panny Marie v Stoličném Bělehradu. 
V roce 1485 byla zahájena výstavba zvonice, avšak po jejím přerušení roku 1546 věž nebyla již nikdy dokončena.